# Heinrich Bartholomäus
Johann Heinrich Bartholomäus (* 1. April 1900 in Eschwege; † 2. Januar 1960 in Gießen) war ein deutscher Schlosser und Werkmeister, Politiker der NSDAP und im Zeitraum von 1934 bis 1945 Oberbürgermeister der Stadt Worms.

## Leben
Bartholomäus wurde in Eschwege als Sohn eines Schuhmachers geboren. Nachdem er 1930 arbeitslos geworden war, trat er zum 1. Mai 1931 in die NSDAP ein (Mitgliedsnummer 501.257). In der Folge war er in Hessen als Gauredner der NSDAP tätig. Ungefähr gleichzeitig verfasste er die zwei Schauspiele Arbeit, Dienst, Pflicht! und Der Sinn des Lebens.
Bartholomäus wurde 1933 zunächst ehrenamtlicher, dann kommissarischer und zuletzt, seit dem 1. Mai 1934, gewählter Beigeordneter in Gießen. Zu seinem Zuständigkeitsbereich zählte unter anderem das Stadttheater Gießen.
Auf Veranlassung des hessischen Gauleiters Jakob Sprenger wurde Bartholomäus am 25. August 1934 vom Staatsministerium des Volksstaats Hessen mit der Führung der Dienstgeschäfte des Wormser Oberbürgermeisters beauftragt. Am 3. September 1934 trat er als kommissarischer Oberbürgermeister die Nachfolge von Gustav Adolf Körbel an. Bartholomäus‘ offizielle, wenn auch im Ergebnis bereits feststehende Wahl durch den Stadtrat wurde am 30. Januar 1935, dem sogenannten Tag der nationalen Erhebung, durchgeführt, direkt im Anschluss wurde er in Anwesenheit von Kreisdirektor Otto Schwebel und Gauleiter Jakob Sprenger vereidigt. Sprenger sprach in seiner Rede, die vermutlich unter anderem vom Wormser Stadtarchivar Friedrich Maria Illert redigiert worden war, die aktuellen Probleme der Stadt Worms an.
Bartholomäus behielt das Amt des Oberbürgermeisters bis zum Ende des Zweiten Weltkriegs. Es ist in der Literatur zur Wormser Stadtgeschichte überliefert, dass Bartholomäus nicht sonderlich beliebt war. Er galt als eitel und kaum seinen ihm zugeteilten Aufgaben gewachsen. Wenige Tage vor der Besetzung der Stadt Worms durch amerikanische Truppen am 21. März 1945 flüchtete Bartholomäus über den Rhein ins hessische Ried, wo er am 20. März 1945 in Bobstadt ein Standgericht errichtete.
Nach der Entnazifizierung war Bartholomäus für die Oculus Optikgeräte GmbH in Wetzlar-Dutenhofen tätig. Er starb 1960 in Gießen.

## Werke
- Arbeit, Dienst, Pflicht! (Schauspiel)
- Der Sinn des Lebens – Schauspiel in 5 Bildern (Zeit der Handlung 1924–1928)